# Stausee Ferden
Der Stausee Ferden ist ein Stausee  an der Lonza im Lötschental. Sein Wasserspiegel liegt bei Vollstau auf 1311 m ü. M.  Der See liegt zwischen den beiden Ortschaften Ferden und Goppenstein im Kanton Wallis und gehört zur Gemeinde Ferden.

## Wetterschäden
Eine durch heftige Schneefälle ausgelöste Lawine im Februar 1999 hatte zwar keine direkten Zerstörungen an der Staumauer hinterlassen, gefährdete aber auf der Luftseite den Abfluss. Zudem wurde die Zugangsgalerie stark beschädigt.

## Kraftwerk Lötschen
Der Stausee ist Teil des Kraftwerks Lötschen der Kraftwerk Lötschen AG. Zu diesem gehört ausser dem See die in 647 m Höhe gelegene Zentrale zur Stromerzeugung. Das angestaute Wasser gelangt über einen 6,85 km langen Druckstollen ins Krafthaus. Dort produzieren zwei Pelton-Turbinen mit einer Nenndrehzahl von 500/min und Generatoren mit einer installierten elektrischen Leistung von zusammen 120 MW im Mittel 328 GWh Strom pro Jahr. Die Fallhöhe beträgt circa 660 m und die Ausbauwassermenge 21,5 m³/s.
Durch ein Unwetter im Jahr 2011 musste die Stromerzeugung eingestellt und die Turbinen ausgetauscht werden.
Angesichts des erwarteten Bergsturzes von Blatten wurde der Stausee im Mai 2025 vorsorglich abgelassen. Aufgrund der extremen Verschmutzung des Lonzawassers mit Bergsturzmaterial musste die Stromgewinnung am 30. Mai, zwei Tage nach der Katastrophe, eingestellt werden. Der stellvertretender Direktor der Enalpin AG, Martin Gattlen, rechnete Anfang Juni 2025 mit Monaten bis mehreren Jahren, bis ein vollständiger Normalbetrieb wieder möglich ist.